# Elderslie
Elderslie est un village d'Écosse, situé dans le council area et région de lieutenance du Renfrewshire.
Situé à mi-chemin entre les villes plus importantes de Paisley et Johnstone. Ce village est célèbre pour être le lieu probable de naissance de William Wallace, alias Braveheart, héros des guerres d'indépendance de l'Écosse.
Aujourd'hui, Elderslie est un village-dortoir pour les villes de Paisley, Johnstone et Glasgow. Le village possédait une gare (en) située sur la ligne Glasgow, Paisley, Kilmarnock and Ayr Railway (en) et qui est fermée depuis le 14 février 1966.

## Personnalités
- George Campbell Hay : poète et traducteur
- Richard Madden : acteur
- William Wallace : chevalier